# Naissance en 836
Naissance
- 832
- 833
- 834
- 835
- 836
- 837
- 838
- 839
- 840

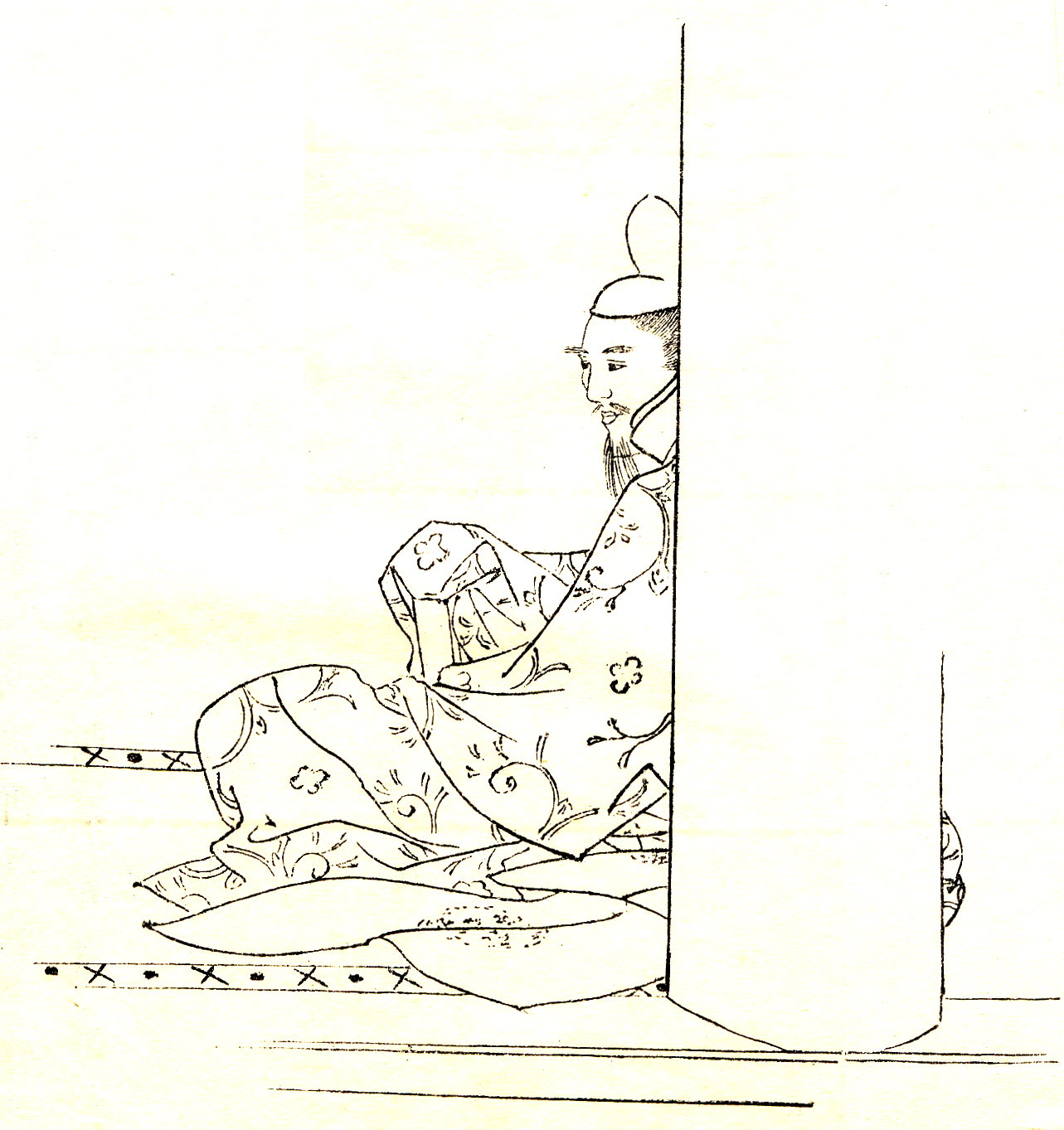
Fujiwara no Mototsune, par Kikuchi Yōsai, extrait du Zenken Kojitsu.

Cette page dresse une liste de personnalités nées au cours de l'année 836 :
- 25 juin : Ibn Al-Roumi, poète arabe chiite.

- Al-Mustain, 12e calife abbasside.
- Mihira Bhoja (en), roi de la dynastie Pratihâra.
- Luo Hongxin (en), prince Zhuangsu de Beiping.
- Fujiwara no Mototsune, un des régents Fujiwara.
- Wei Zhuang, poète chinois.

date incertaine (vers 836)
- Constantin Ier, roi d'Écosse.

## Crédit d'auteurs
- Cet article est partiellement ou en totalité issu de l'article intitulé « 836 » (voir la liste des auteurs).